# Hypolytrum cacuminum
Hypolytrum cacuminum är en halvgräsart som beskrevs av Ernest Nelmes. Hypolytrum cacuminum ingår i släktet Hypolytrum och familjen halvgräs. Inga underarter finns listade i Catalogue of Life.